# KOBEぽっぷカルチャーフェスティバル
KOBEぽっぷカルチャーフェスティバル（こうべぽっぷカルチャーフェスティバル）は、兵庫県神戸市長田区のアスタくにづか周辺で2012年より2015年まで開催されていたコスプレ、サブカルチャー、アニメ、痛車関連のイベントである。コスプレ&キャラクターのステージ、キャラクターグッズの販売、痛車の展示がある。
2016年からはKOBEぽっぷカルチャーセッションに名称が変更され会場を移転した。

## 概要
2012年に地元の商店街が中心となって開催されるようになった。参加者は西日本各地から集まる。神戸発のゆるキャラ「いまいち萌えない娘」を強く推しており、広報ポスターに採用したり、地元タクシー会社とコラボした痛タクを運行したり、会場の商店街を「いま萌えストリート」と呼称してグッズ販売なども行った。2015年開催時には実写映画『THE NEXT GENERATION -パトレイバー-』の実物大イングラムのデッキアップイベントが行われた。

## KOBEぽっぷカルチャーセッション
2016年からはKOBEぽっぷカルチャーセッション2016と名称が変更され、1st〜4thとナンバリングされた過去4回の開催とは切り離された。また会場も鉄人28号のある若松公園から少し離れたふたば学舎に移動した。

## 開催データ

### KOBEぽっぷカルチャーフェスティバル
| 回数  | 開催日              | 来場者数   |
| ----- | ------------------- | ---------- |
| 第1回 | 2012年7月14日〜16日 | 約13,500人 |
| 第2回 | 2013年9月21日〜23日 | 約21,500人 |
| 第3回 | 2014年9月27日、28日 | 約23,500人 |
| 第4回 | 2015年9月26日、27日 | 約29,000人 |

### KOBEぽっぷカルチャーセッション
| 回数  | 開催日         | 来場者数 |
| ----- | -------------- | -------- |
| 第1回 | 2016年11月26日 |          |
| 第2回 | 2017年10月15日 |          |